# Qualificazioni al campionato mondiale femminile di pallavolo 2010 (CSV)
Le qualificazioni per il campionato mondiale femminile di pallavolo 2010 dell'America del Sud, hanno messo in palio 2 posti per il campionato mondiale femminile di pallavolo 2010. Delle 12 squadre sudamericane appartenenti alla CSV e avanti diritto di partecipare alle qualificazioni, ne partecipano 8.

## Squadre partecipanti
- Argentina
- Bolivia
- Brasile
- Cile
- Colombia
- Perù
- Uruguay
- Venezuela

## Seconda fase

### Squadre partecipanti
- Argentina
- Bolivia
- Cile
- Colombia
- Uruguay
- Venezuela

### Girone
| Girone A                                          |
| ------------------------------------------------- |
| Argentina Bolivia Cile Colombia Uruguay Venezuela |

### Qualificate alla terza fase
- Argentina
- Venezuela

## Terza fase

### Squadre praticanti
- Argentina
- Brasile
- Perù
- Venezuela

### Girone
| Girone B                         |
| -------------------------------- |
| Argentina Brasile Perù Venezuela |

### Fase finale

#### Finali 1º e 3º posto
|  | Semifinali | Semifinali | Semifinali |      |         | Finale 1º/2º posto | Finale 1º/2º posto | Finale 1º/2º posto |  |
|  |            |            |            |      |         |                    |                    |                    |  |
|  | Brasile    | Brasile    | 3          |      |         |                    |                    |                    |  |
|  | Brasile    | Brasile    | 3          |      |         |                    |                    |                    |  |
|  | Venezuela  | Venezuela  | 0          |      |         |                    |                    |                    |  |
|  | Venezuela  | Venezuela  | 0          |      | Brasile | Brasile            | 3                  |                    |  |
|  |            |            |            |      | Brasile | Brasile            | 3                  |                    |  |
|  |            |            | Perù       | Perù | 0       |                    |                    |                    |  |
|  | Perù       | Perù       | Perù       | Perù | 0       | 3                  |                    |                    |  |
|  | Perù       | Perù       |            |      |         | 3                  |                    |                    |  |
|  | Argentina  | Argentina  | 0          |      |         | Finale 3º/4º posto | Finale 3º/4º posto | Finale 3º/4º posto |  |
|  | Argentina  | Argentina  | 0          |      |         |                    |                    |                    |  |
|  |            |            |            |      |         |                    |                    |                    |  |
|  |            |            |            |      |         | Venezuela          | Venezuela          | 3                  |  |
|  |            |            |            |      |         | Venezuela          | Venezuela          | 3                  |  |
|  |            |            |            |      |         | Argentina          | Argentina          | 1                  |  |

## Qualificate ai mondiali
- Brasile
- Perù